# Fraunhofer-Institut für Biomedizinische Technik
Das Fraunhofer-Institut für Biomedizinische Technik, auch unter der Kurzbezeichnung „Fraunhofer IBMT“ und kurz IBMT bekannt, ist eine Einrichtung der Fraunhofer-Gesellschaft. Es hat seinen Hauptsitz im Saarland (Sulzbach/Saar, St. Ingbert), seine Aktivitäten sind der angewandten Forschung und Entwicklung in den Bereichen Ingenieurwissenschaften, Naturwissenschaften, Biotechnologie und Medizin zuzuordnen. Das Institut besitzt einen Institutsteil in Münster/Wolbeck, ein Projektzentrum für Stammzellprozesstechnik in Würzburg sowie ein Kontaktbüro in Berlin.

## Geschichte
Mit der Gründung im Jahr 1992 bzw. des Vorläufers (Hauptabteilung Medizintechnik) im Jahr 1987 unter Klaus Gersonde als Gründungsdirektor verfolgte die Fraunhofer-Gesellschaft das Ziel, natur- und ingenieurwissenschaftliche Forschung, moderne Technik und Technologie-Transfer im Bereich der klinischen Forschung im Saarland in Zusammenarbeit mit den Universitätskliniken des Saarlandes in Homburg/Saar voranzutreiben.
Aus einem ehemaligen Institutsteil in Lübeck entstand eine selbständige Einrichtung, die Fraunhofer-Einrichtung für Marine Biotechnologie, EMB.

## Forschung und Entwicklung
Das Institut arbeitet auf den Gebieten Biomedizin- und Medizintechnik, Sensor- und Messtechnik, Ultraschall-Technik, Medizin-Telematik, Biotechnologie und Biohybrid-Technologie, Stammzellforschung, Kryo(bio)technologie und Nano(bio)technologie, Laborentwicklung, Umwelttechnik, Materialprüftechnik, Haus-, Klima- und Sicherheitstechnik sowie industrielle Prozessautomatisierung.
Das Institut arbeitet seit 2003 auf dem Gebiet der Stammzellforschung und erhielt als erstes Institut der Fraunhofer-Gesellschaft Genehmigungen des Robert Koch-Instituts zur Einfuhr humaner embryonaler Stammzellen.

## Kooperationen
Das Institut ist Mitglied im Fraunhofer-Verbund Gesundheit. In diesem Verbund sind die biologischen, biomedizinischen, pharmakologischen und toxikologischen Kompetenzen von sechs Fraunhofer-Instituten gebündelt.
Im universitären Bereich bestehen Kooperationen mit der Universität des Saarlandes und der Hochschule für Technik und Wirtschaft des Saarlandes.
Das Institut ist Gründungsmitglied der Gemeinschaft Deutscher Kryobanken e. V. (GDK), einem Zusammenschluss von wissenschaftlichen und kommerziellen Kryobanken in Deutschland. Die BioKryo GmbH ist eine Ausgründung aus diesem Institut.

## Infrastruktur
Im Jahr 2021 waren rund 160 Personen überwiegend im wissenschaftlich-technischen Bereich tätig.
Der Gesamthaushalt 2022 betrug 17,5 Mio. Euro.
Seit Januar 2015 wird das Institut geschäftsführend von Heiko Zimmermann geleitet. Er führt den Lehrstuhl für Molekulare und Zelluläre Biotechnologie/Nanotechnologie (Fachrichtung Biowissenschaften) an der Universität des Saarlandes.